# Plantagenet (Ontario)
Pour les articles homonymes, voir Plantagenet.
Plantagenet est une  localité du canton d'Alfred et Plantagenet, située dans les comtés unis de Prescott et Russell, dans la région de l'Est de l'Ontario en Ontario (Canada). En 1997, la municipalité de village de Plantagenet et la municipalité de canton de Plantagenet-Nord fusionnent avec les municipalités voisines du village et du canton d'Alfred pour former le canton d'Alfred et Plantagenet.

## Urbanisme
Les équipements locaux comprennent entre autres le parc des Cèdres et la salle communautaire Serge R. Lalonde de Plantagenet.

## Toponymie
La localité de Plantagenet est ainsi nommée en l'honneur de la dynastie angevine des Plantagenêt qui hérita au Moyen Âge successivement de la Normandie, de l'Angleterre et de l'Aquitaine.

## Politique
L'hôtel de ville du canton d'Alfred et Plantagenet est situé dans le village de Plantagenet. Les services de l'administration, des taxes et des travaux publics, de même que le service de développement économique et du tourisme s'y trouvent également.

## Population
Au recensement canadien de 2006, la ville d'Alfred et de Plantagenet comptait 8 654 habitants dont 7 470 francophones. La communauté franco-ontarienne représente environ 87 % de la population totale.

## Économie
Plantagenet compte plusieurs entreprises dans l'industrie récréotouristique, notamment des centres équestres (Pine Haven, Willowbank), des centres de pêche (Ottawa River Musky Factory), des parcours de canotage (Circuit du canard colvert), des terrains de golf (Nation Golf Course), des gites touristiques (Ô Genet, Maple Brook Acres Antiques, Traveller's Rest)

## Culture
Plusieurs écoles et collèges se partagent l'éducation et l'instruction des enfants du canton :
- Association des conseils scolaires des écoles publiques de l'Ontario (ACÉPO)
  - École Publique Plantagenet
  - Collège d'Alfred
  - Maison Familiale Rurale Franco-Ontarienne
- Conseil scolaire de district catholique de l’Est ontarien – CSDCEO
  - École élémentaire Saint-Joseph
  - École élémentaire Saint-Paul
  - École élémentaire Saint-Victor
  - École secondaire de Plantagenet

## Société
La grande Randonnée Prescott-Russell propose chaque année depuis 2009, en juin, des circuits vélo de 22, 44 et 88 km, des circuits pédestres de 5, 10 et 15 km, un sentier récréatif de 72 km, ainsi que le circuit extrême, de 31 km. Le Bureau de développement économique et touristique de Prescott et Russell (BDETPR). Le point de départ est à l’École secondaire catholique de Plantagenet. Le Festival de la Bine de Plantagenet a lieu chaque année.